# Horace W. Babcock
Pour les articles homonymes, voir Babcock.
Horace Welcome Babcock (Pasadena, 13 septembre 1912 – Santa Barbara, 29 août 2003) est un astronome américain, fils de Harold D. Babcock.

## Biographie
Durant la guerre il travaille dans le domaine des radiations au Massachusetts Institute of Technology et à Caltech. Après la guerre il commence une collaboration productive avec son père.
Il invente et construit des instruments de mesures astronomiques, et en 1953 il est le premier à proposer l'idée des optiques adaptatives en vue d'améliorer le seeing. Il se spécialise dans la spectroscopie et étudie le champ magnétique des étoiles, qu'il est le premier à mesurer en 1947. Il propose le modèle de Babcock-Leighton, une théorie du magnétisme des taches solaires, qui porte également le nom du physicien américain Robert B. Leighton.

## Distinctions et récompenses
Récompenses
- médaille Henry-Draper en 1957,
- médaille Eddington en 1958,
- médaille Bruce en 1969,
- médaille d'or de la Royal Astronomical Society en 1970,
- George Ellery Hale Prize de l'American Astronomical Society Division de physique solaire en 1992,

Éponymes
- l'astéroïde (3167) Babcock (conjointement avec son père)
- le cratère Babcock sur la Lune est nommé seulement d'après son père.

### Notice nécrologique
- (en) PASP 116 (2004) 290 (Pas disponible en ligne actuellement).